# Битва при Уйсце
Битва при Уйсце (польск. Bitwa pod Ujściem) — сражение между войсками Речи Посполитой и шведскими войсками Арвида Виттенберга, состоявшееся 24—25 июля 1655 года при городке Уйсце.

## Предыстория
В 1655 году Швеция начала войну против Польши, поводом послужили претензии Яна Казимира на шведский престол. 5 июля войска Арвида Виттенберга двинулись из оккупированной шведами Западной Померании в направлении польской границы. 21 июля у Чаплинек шведская армия пересекла польскую границу и подошла к Уйсце, где ключевые переправы через реку Нотеч были укомплектованы польским ополчением. Главнокомандующим войска ополченцев был Богуслав Лещинский, однако из-за его болезни на эту должность были назначены Кшиштоф Опалинский и Андрей Грудзинский, а также командир пехоты наёмников капитан Владислав Скорашевский. Задачей этой группы было удержание позиций на границе, что дало бы время для прибытия основных сил во главе с королём Яном Казимиром. Поляки начали укреплять свои позиции около города Уйсце.

## Ход битвы
25 июля польская пехота при поддержке ополчения в течение пяти часов держала позицию у мостов через реки Гвидо и Нотеч. Когда у пехоты кончились боеприпасы, А. Грудзинский приказал отходить. Под огнём шведской артиллерии поляки начали паниковать. Учитывая численное преимущество, хорошую подготовку и огневую мощь шведской армии, К. Опалинский и А. Грудзинский начали переговоры, которые происходили не в польском лагере, а на поле между лагерями. Воеводы получили предложение перейти под защиту шведского короля. Из-за нехватки припасов и невозможности продолжать боевые действия воеводы решили принять шведские условия и сдать захватчику Познанское и Калишское воеводства. Оба признали королём Польши Карла Х.

## Последствия
События на реке Нотеч показали отсталость польской армии перед лицом новой модели ведения войны. Капитуляция польских войск открывала путь для шведского вторжения в страну, которая была почти полностью лишена защиты. 31 июлю Виттенберг без сопротивления подошёл к Познани, встав там лагерем, ожидая прибытия главных сил шведского короля.
Весть о капитуляции в Уйсце достигла Варшавы 31 июля. Король Ян Казимир срочно запросил о помощи Священную Римскую Империю. 2 августа польский король в отчаянии даже хотел отдать корону своему противнику.